# Nova Genera Plantarum
Nova Genera Plantarum (abreviado Nov. Gen. Pl.) es un libro con descripciones botánicas escrito por Carl Peter Thunberg que fue editado en 16  partes en los años 1781 a 1801.
Contribuyeron a la edición:
- Peter Ulrik Berg
- Carl Fredrik Blumenberg
- Nils Gustaf Bodin
- Pehr Branström
- Claës Fredrik Hornstedt, 1758-1809
- Carl Fredrik Lexow
- Johan Gustaf Lodin
- Claus Erik Mellerborg
- Carl Henrik Salberg
- Andreas Gustaf Salmenius
- Carl Fredrik Sjöbeck
- Gustaf Erik Sörling
- Gabriel Tobias Ström, 1770-1840
- Erik Carl Trafvenfeldt
- Conrad Wallenius
- Samuel Wallner, 1778-1865[2]

Artistas que contribuyeron a la ilustración:
- Samuel Niclas Casström, 1763-1827
- Claës Fredrik Hornstedt, 1758-1809